# Borís Eichenbaum
Borís Mikhàilovitx Eichenbaum —en rus: Борис Михайлович Эйхенбаум— (Vorónej, 4 d'octubre de 1886 - Sant Petersburg, 24 de novembre de 1959) fou un historiador i teòric de la literatura russa, crític literari, i escriptor rus i soviètic, representant del formalisme rus.

## Trajectòria
Eichenbaum va passar la seva infantesa i adolescència a la seva ciutat natal. Després d'acabar els seus estudis primaris el 1905, va anar a Sant Petersburg i va ingressar a l'Acadèmia Militar Mèdica de Kírov, i el 1906 va ingressar a la Facultat de Biologia de la Institució Lliure de Piotr Lésgaft. Combinava els seus estudis en biologia amb els de música (violí, piano i veu). El 1907 va abandonar aquest centre i va començar a l'Escola Musical d'E. P. Raprof i a la Facultat de Filologia Històrica de la Universitat Estatal de Sant Petersburg. El 1909 va abandonar completament les seves aspiracions professionals en l'àmbit de la música, centrant-se en la filologia. El 1909, després de dos anys d'estudi al departament eslavo-rus, va ser traslladat al departament romànic-alemany, però el 1911 va tornar a l'anterior el 1911; va acabar els seus estudis universitaris el 1912. De 1913 a 1914, va publicar articles a diversos diaris i va escriure diverses ressenyes sobre literatura estrangera a la publicació Русская молва. El 1914 va començar les seves activitats docents a l'escola de Y. G. Gurevich.
Un moment important en la biografia d'Eichenbaum va ser la seva implicació amb altres membres de la OPOJAZ (Obscestvo izucenija Poeticeskogo Jazyka, en rus), fundada el 1916. El 1918 es va incorporar al grup, i va participar en les seves investigacions fins a mitjans de la dècada de 1920. Amb assaigs com la «Teoria del "mètode formal"» va ajudar a perfilar l'aproximació a la literatura (formalisme rus) del grup OPOJAZ. Entre 1947 i 1949, va ser víctima, juntament amb Víctor Zhirmunski, Grigori Gukovski i Mark Azadovski, d'una persecució durant la campanya contra el cosmopolitisme sense arrels, tot i que va poder continuar les seves investigacions fins a la seva mort, el 1959.

## Obra
- Пушкин-поэт и бунт 1825 года (Опыт психологического исследования) («Pushkin com a poeta i la Revolució de 1825 (Una aproximació a la investigació psicològica)», 1907)
- Как сделана "Шинель" Гоголя («Com va ser feta El capot de Gógol», 1919)
- Мелодика русского лирического стиха («Melodia de la poesia lírica russa», 1922)
- Молодой Толстой («Tolstoi jove», 1922)
- Анна Ахматова Опыт анализа («Anna Akhmàtova: una aproximació a la seva obra», 1923)
- Лермонтов. Опыт историко-литературной оценки («Lérmontov. Un estudi en l'avaluació histórico-literària», 1924)
- Лесков и современная проза («Leskov i la prosa contemporània», 1925)
- О. Генри и теория новеллы («O. Henry i la teoria del relat curt», 1925)
- Литература и кино («Literatura i cinema», 1926)
- Теория "формального метода" («Teoria del "mètode formal"», 1925)
- Литературный быт («Costums literaris», 1927)
- Лев Толстой: пятидесятые годы («Lev Tolstoi: els Cinquanta», 1928)
- Лев Толстой: шестидесятые годы («Lev Tolstoi: els Seixanta», 1931)
- Лев Толстой: семидесятые годы («Lev Tolstoi: els Setanta», 1940)